# لورينا سيمبسون
لورينا سيمبسون (بالبرتغالية: Lorena Simpson‏) هي مغنية برازيلية، ولدت في 3 مايو 1987 في ماناوس في البرازيل.

## وصلات خارجية
- الموقع الرسمي
- لورينا سيمبسون على موقع ميوزك برينز (الإنجليزية)